# Nederlandse kampioenschappen schaatsen afstanden 1994 - 1500 meter vrouwen
De Nederlandse kampioenschappen schaatsen afstanden 1994 - 1500 meter vrouwen worden gehouden in Thialf in december 1993. 
Titelverdedigster Barbara de Loor, die de titel pakte tijdens de Nederlandse kampioenschappen schaatsen afstanden 1993, kwam dit keer niet verder dan de vijfde plaats. Annamarie Thomas werd kampioen.

## Uitslag
| #      | Schaatser             | Tijd    |
| ------ | --------------------- | ------- |
| Goud   | Annamarie Thomas      | 2.05,94 |
| Zilver | Tonny de Jong         | 2.09,31 |
| Brons  | Carla Zijlstra        | 2.09,40 |
| 4      | Sandra Zwolle         | 2.09,58 |
| 5      | Barbara de Loor       | 2.10,33 |
| 6      | Lia van Schie         | 2.10,51 |
| 7      | Sandra 't Hart        | 2.10,56 |
| 8      | Sandra Voetelink      | 2.10,76 |
| 9      | Christine Aaftink     | 2.11,57 |
| 10     | Marianne Timmer       | 2.11,84 |
| 11     | Andrea Nuyt           | 2.12,66 |
| 12     | Hanneke de Vries      | 2.12,69 |
| 13     | Ingrid van der Voort  | 2.12,90 |
| 14     | Léontine van Meggelen | 2.13,13 |
| 15     | Colette Zee           | 2.13,71 |
| 16     | Renate Groenewold     | 2.15,68 |
| DQ     | Marion van Zuilen     | –       |

1987 · 
1988 · 
1989 · 
1990 · 
1991 · 
1992 · 
1993 · 
1994 · 
1995 · 
1996 · 
1997 · 
1998 · 
1999 · 
2000 · 
2001 · 
2002 · 
2003 · 
2004 · 
2005 · 
2006 · 
2007 · 
2008 · 
2009 · 
2010 · 
2011 · 
2012 · 
2013 · 
2014 · 
2015 · 
2016 · 
2017 · 
2018 · 
2019 · 
2020 · 
2021 · 
2022 · 
2023 · 
2024 · 
2025